# Cap Kafiréas

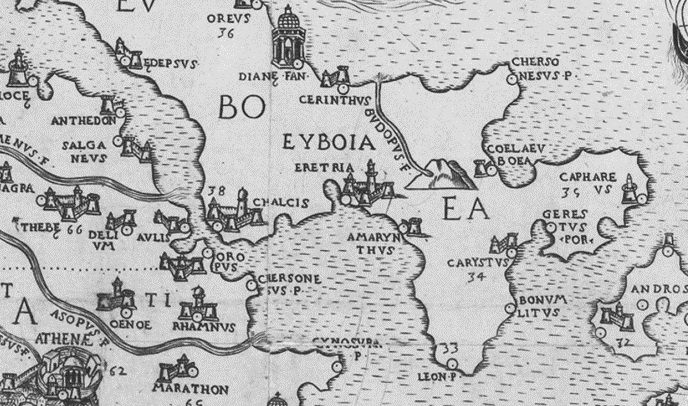
Carte de 1552, le cap étant appelé ici Caphareus

Le cap Kafiréas (grec moderne : Ακρωτήριο Καφηρέας ; ancienne forme : Καφηρεύς), aussi nommé Cavo d'Oro ou Cavo Doro (en grec : Κάβο Ντόρο) est un promontoire sur la pointe sud-est de l'île d'Eubée en mer Égée.
Le nom Cavo d'Oro signifie en italien cap doré, il s'agit d'une déformation du nom Cavo Duro, « cap dur », donné à partir du Moyen Âge en raison de sa dangerosité.
Avec l'île d'Ándros, il forme le détroit de Kafiréas qui était la zone de navigation la plus dangereuse de la mer Égée.